# Bureau du représentant américain au commerce
Pour les articles homonymes, voir Représentant.
Le Bureau du représentant américain au Commerce (en anglais United States Trade Representative ou USTR) est un bras de la branche exécutive du gouvernement fédéral des États-Unis et fait partie du Bureau exécutif du président des États-Unis.

## Mission
Le représentant américain au Commerce est responsable de la politique commerciale internationale des États-Unis au niveau bilatéral et multilatéral. Il a une position de même rang que celle d'un membre du Cabinet et assiste à ses réunions, même s'il n'en fait pas partie. Il a un rang d'ambassadeur.

## Historique et moyens
Le bureau du représentant au Commerce extérieur a été créé en 1962 dans le cadre de la loi sur l'expansion du commerce extérieur votée la même année. 
Environ 200 fonctionnaires travaillent pour cet organisme réparti entre Washington et Genève.

## Liste des représentants américains au commerce
| Image | Nom                          | Début | Fin      | État d'origine                    | Nommé par         |
| ----- | ---------------------------- | ----- | -------- | --------------------------------- | ----------------- |
|       | Christian Herter             | 1962  | 1966     | Massachusetts                     | John F. Kennedy   |
|       | William M. Roth              | 1967  | 1969     | Californie                        | Lyndon B. Johnson |
|       | Carl J. Gilbert              | 1969  | 1971     | Massachusetts                     | Richard Nixon     |
|       | William D. Eberle (en)       | 1971  | 1975     | Idaho                             | Richard Nixon     |
|       | Frederick B. Dent            | 1975  | 1977     | Caroline du Sud                   | Gerald Ford       |
|       | Robert S. Strauss (en)       |       | 1979     | Texas                             | Jimmy Carter      |
|       | Reubin Askew                 | 1979  | 1981     | Floride                           | Jimmy Carter      |
|       | William Brock                | 1981  | 1985     | Tennessee                         | Ronald Reagan     |
|       | Clayton Yeutter              | 1985  | 1989     | Nebraska                          | Ronald Reagan     |
|       | Carla A. Hills               | 1989  | 1993     | Californie                        | George H. W. Bush |
|       | Mickey Kantor                | 1993  | 1997     | Tennessee                         | Bill Clinton      |
|       | Charlene Barshefsky          | 1997  | 2001     | Washington (district de Columbia) | Bill Clinton      |
|       | Robert Zoellick              | 2001  | 2005     | Virginie                          | George W. Bush    |
|       | Rob Portman                  | 2005  | 2006     | Ohio                              | George W. Bush    |
|       | Susan Schwab                 | 2006  | 2009     | Maryland                          | George W. Bush    |
|       | Ron Kirk                     | 2009  | 2013     | Texas                             | Barack Obama      |
|       | Demetrios Marantis (intérim) | 2013  | 2013     | État de New York                  | Barack Obama      |
|       | Miriam Sapiro (intérim)      | 2013  | 2013     | État de New York                  | Barack Obama      |
|       | Michael Froman               | 2013  | 2017     | Californie                        | Barack Obama      |
|       | Maria Pagan (intérim)        | 2017  | 2017     | Porto Rico                        | Donald Trump      |
|       | Stephen Vaughn (intérim)     | 2017  | 2017     | Kentucky                          | Donald Trump      |
|       | Robert Lighthizer            | 2017  | 2021     |                                   | Donald Trump      |
|       | Maria Pagan (intérim)        | 2021  | 2021     | Porto Rico                        | Joe Biden         |
|       | Katherine Tai                | 2021  | 2025     | Connecticut                       | Joe Biden         |
|       | Jamieson Greer               | 2025  | en cours | Californie                        | Donald Trump      |